# Río Frey
El río Frey es un corto río que se encuentra en la provincia del Chubut en la Patagonia, República Argentina. Pertenece a la cuenca del río Futaleufú, que a través del río Yelcho, desagua a través del territorio chileno en el océano Pacífico.

## Toponimia
El río lleva el nombre de Emilio Frey, un ingeniero que trabajaba para la Comisión Nacional de Límites, que naufragó en los rápidos del río en el siglo XIX. Si bien hubo varias víctimas fatales, el ingeniero sobrevivió.

## Recorrido
El río nace en el lago Krüger y recorre al oeste del cordón Situación, recibiendo varios afluentes (como el Toro Alzadio), hasta su desembocadura en el embalse Amutuy Quimey (o lago Situación, que pertenece al Complejo Hidroeléctrico Futaleufú).
Se caracteriza por sus rápidos y por ser torrentoso y pintoresco.